# Favorinus branchialis
Favorinus branchialis (Rathke, 1806) è un mollusco nudibranchio della famiglia Facelinidae.